# Джебара, Камиль
Камиль Абдельхаким Джебара (швед. Camil Abdelhakim Jebara; род. 19 января 2003, Тайбе) — шведский и палестинский футболист, нападающий «Эльфсборга».

## Клубная карьера
Футболом начал заниматься в клубе «Маккаби» из Тель-Авива. В 16-летнем возрасте переехал на родину матери в шведский Лунд. В Швеции присоединился к молодёжной команде
«Ландскруны». В сентябре 2021 года подписал с клубом первый профессиональный контракт, рассчитанный на три года. 18 сентября дебютировал за основной состав «Ландскруны» в матче Суперэттана с «Сундсваллем», появившись на поле на 89-й минуте вместо Александра Ткача. В сентябре 2022 года подписал с командой новое соглашение. В начале 2023 года к Джебаре проявляли интерес один из клубов итальянской Серии A, а также ряд шведских клубов, таких как «Гётеборг», «Хаммарбю» и «Эльфсборг».
5 июля 2023 года перешёл в «Эльфсборг», с которым подписал контракт, рассчитанный на четыре с половиной года. Первую игру за новый клуб провёл 22 июля в гостевом поединке с «Юргорденом», заменив в концовке встречи Йеппе Оккельса.

## Карьера в сборной
Приглашался в юношескую сборную Палестины, но от выступлений за эту сборную отказался. В июне 2023 года получил вызов в молодёжную сборную Швеции. В её составе дебютировал 19 июня в отборочном матче молодёжного чемпионата Европы с Гибралтаром, заменив на 79-й минуте Майкеля Лахдо.

## Клубная статистика
| Выступление      | Выступление      | Выступление      | Лига | Лига | Кубки | Кубки | Конт. кубки | Конт. кубки | Итого | Итого |
| Клуб             | Лига             | Сезон            | Игры | Голы | Игры  | Голы  | Игры        | Голы        | Игры  | Голы  |
| ---------------- | ---------------- | ---------------- | ---- | ---- | ----- | ----- | ----------- | ----------- | ----- | ----- |
| Ландскруна       | Суперэттан       | 2021             | 4    | 0    | 1     | 0     | 0           | 0           | 5     | 0     |
| Ландскруна       | Суперэттан       | 2022             | 24   | 3    | 4     | 0     | 0           | 0           | 28    | 3     |
| Ландскруна       | Суперэттан       | 2023             | 10   | 2    | 3     | 0     | 0           | 0           | 13    | 2     |
| Ландскруна       | Итого            | Итого            | 38   | 5    | 8     | 0     | 0           | 0           | 46    | 5     |
| Эльфсборг        | Алльсвенскан     | 2023             | 4    | 0    | 1     | 0     | 0           | 0           | 5     | 0     |
| Эльфсборг        | Итого            | Итого            | 4    | 0    | 1     | 0     | 0           | 0           | 5     | 0     |
| Всего за карьеру | Всего за карьеру | Всего за карьеру | 42   | 5    | 9     | 0     | 0           | 0           | 51    | 5     |